# Гашурн
Гашурн (нім. Gaschurn) — містечко й громада округу Блуденц в землі Форарльберг, Австрія. Гашурн лежить на висоті  979 над рівнем моря і займає площу 176,78 км². Громада налічує 1515 мешканців. Густота населення 9/км².  
Округ Блуденц лежить на півдні Форальбергу і межує зі Швейцарією. Місцеве населення, як і мешканці всього Форальбергу, розмовляє алеманським діалектом німецької мови, а тому ближче до швейцарців, ніж до населення більшої частини Австрії, яке розмовляє баварсько-австрійським діалектом. Кожне містечко й сільце області має розвинуту інфраструктуру для прийому туристів і дбає про свої музеї та інші визначні місця.     
|                                 |
| Гашурн на мапі округу та землі. |

Адреса управління громади: Dorfstraße 2, 6793 Gaschurn. 
У селищі є дитячий садок і початкова школа.

## Демографія
Історична динаміка населення міста за даними сайту Statistik Austria